# 8681 Барс
8681 Барс (8681 Burs) — астероїд головного поясу.
Тіссеранів параметр щодо Юпітера — 3,212.